# Вім Балм
Вім Балм (нід. Wim Balm, нар. 24 лютого 1960, Гарлем) — нідерландський футболіст, що грав на позиції півзахисника, зокрема, за клуби «Гарлем» та «Твенте».

## Ігрова кар'єра
У дорослому футболі дебютував 1977 року виступами за команду клубу «Гарлем», в якій провів десять сезонів, взявши участь у 265 матчах чемпіонату. Більшість часу, проведеного у складі «Гарлема», був основним гравцем команди.
Своєю грою за цю команду привернув увагу представників тренерського штабу клубу «Твенте», до складу якого приєднався 1987 року. Відіграв за команду з Енсхеде наступні два сезони своєї ігрової кар'єри. Граючи у складі «Твенте» також здебільшого виходив на поле в основному складі команди.
Завершив професійну ігрову кар'єру у норвезькому «Фрігг Осло», за команду якого виступав протягом 1989 року.